# Ванкувер (отель)
Отель «Ванкувер» (англ. Hotel Vancouver) — высотное здание, расположенное в центре Ванкувера (Канада). С 1939 по 1972 год являлось самым высоким зданием города. На момент постройки стало пятым по высоте зданием Канады.

## История
Созданное архитекторами Джоном С. Арчибальдом и Джоном Скофилдом, здание имеет 17 этажей и высоту 111 м. Открытие отеля состоялось 25 мая 1939 года. Первоначально он должен был называться «Британская Колумбия». В 1988 году отель был куплен сетью Canadian Pacific Hotels, которая переименовалась в Fairmont Hotels and Resorts, после чего отель получил название Fairmont Hotel Vancouver.
Ранее название «Ванкувер» носили два других отеля, расположенные в соседних кварталах. Один просуществовал с 1887 по 1916 год, другой — с 1916 по 1939.
Из-за Великой депрессии строительство отеля было заморожено на 5 лет. После возобновления стройка проходила в авральном режиме с целью приурочить её окончание к визиту в город короля Георга VI и королевы Елизаветы.
Полные реставрации отеля проводились в 1989 и 1999 годах.

## Примечание
1. 1 2 3 4 5 6 7 8 9 10 11  The Fairmont Hotel Vancouver. Emporis.com. Дата обращения: 31 октября 2013. Архивировано 2 ноября 2013 года.
2. ↑  Luxton, Donald. Building the West: The Early Architecture of British Columbia (англ.). — Vancouver, British Columbia: Talonbooks[англ.], 2003. — P. 491. — ISBN 0-88922-474-9.